# Panola (Illinois)
Panola es una villa ubicada en el condado de Woodford en el estado estadounidense de Illinois. En el Censo de 2010 tenía una población de 45 habitantes y una densidad poblacional de 85,17 personas por km².

## Geografía
Panola se encuentra ubicada en las coordenadas 40°47′5″N 89°1′13″O / 40.78472, -89.02028. Según la Oficina del Censo de los Estados Unidos, Panola tiene una superficie total de 0.53 km², de la cual 0.53 km² corresponden a tierra firme y (0%) 0 km² es agua.

## Demografía
Según el censo de 2010, había 45 personas residiendo en Panola. La densidad de población era de 85,17 hab./km². De los 45 habitantes, Panola estaba compuesto por el 97.78% blancos, el 0% eran afroamericanos, el 0% eran amerindios, el 0% eran asiáticos, el 0% eran isleños del Pacífico, el 0% eran de otras razas y el 2.22% pertenecían a dos o más razas. Del total de la población el 2.22% eran hispanos o latinos de cualquier raza.